# On Writing: Autobiografia di un mestiere
On Writing: Autobiografia di un mestiere (On Writing: A Memoir of the Craft) è un saggio, in parte autobiografia e in parte manuale di scrittura, scritto da Stephen King, pubblicato negli 2000 e nel 2001, in Italia.
Nella prefazione l'autore lo definisce «un tentativo di spiegare, in maniera sobria e concisa, come ho incominciato con questo mestiere, quanto ne ho imparato fino a oggi e come lo si mette in pratica».

## Trama

### Curriculum vitae
In questa prima parte King racconta la propria formazione di persona e scrittore, dai frammentari ricordi di un'infanzia «anomala, convulsa» a «istantanee assortite dei giorni un po' più coerenti della mia adolescenza e prima maturità», definendola «un processo di crescita disarticolato nel quale hanno agito in varia misura ambizione, desiderio, fortuna e un briciolo di talento».
Racconta della scrittura dei suoi primi racconti, dell'incontro con la futura moglie Tabitha, dell'approdo alla pubblicazione e al successo con Carrie e svela con sincerità la dipendenza da alcol e droghe, problema affrontato e superato nel 1987 solo dopo l'intervento di parenti ed amici.
Conclude questa parte dicendo che «sono passato per tutto quello che vi ho raccontato (e molto altro che ho taciuto) e ora vi racconterò tutto quello che posso sul mio mestiere».

### Che cos'è scrivere
In questo breve capitolo l'autore prova a spiegare che la scrittura è la quintessenza della telepatia, perché tra scrittore e lettore avviene un processo mentale di trasmissione e ricezione che supera spazio e perfino tempo, e invita a non affrontarla alla leggera, ma prenderla sul serio, oppure interrompere qui la lettura di questo libro.

### La cassetta degli attrezzi
Questo capitolo parte dall'immagine della cassetta degli attrezzi che ogni scrittore deve possedere e degli strumenti in essa contenuti che deve saper usare. 
Il più comune è il vocabolario. L'autore cita una serie di esempi di scrittori che hanno vocabolari sconfinati, come Lovecraft, e altri che hanno vocabolari più semplici, come Hemingway, e avverte di non migliorarlo artificiosamente: «Uno dei servizi peggiori che potete fare alla vostra scrittura è pompare il vocabolario, cercare paroloni perché magari vi vergognate un po' della semplicità del vostro parlare corrente. È come mettere il vestito da sera al cagnolino di casa. Il cane sarà imbarazzato e la persona che si è resa colpevole di questo atto di premeditata affettazione dovrebbe esserlo ancora di più».
Un altro attrezzo necessario è la grammatica, ma su questa King non si sofferma «perché non ce n'è bisogno. Le basi grammaticali della propria lingua madre si assimilano attraverso la conversazione e la lettura, o non si assimilano affatto. Ciò che fanno le lezioni di grammatica a scuola (o cercano di fare) è poco più che stabilire nomenclature». I suoi due principali consigli in questo senso sono evitare la forma verbale passiva e limitare il più possibile gli avverbi.
Si sofferma poi sul paragrafo, che considera «l'unità di base della scrittura, il luogo dove si fonda la coerente e le parole hanno la possibilità di diventare qualche cosa di più di semplici vocaboli [...] È uno strumento meraviglioso e flessibile [...] Bisogna imparare a usarlo bene se si vuole scrivere bene. Questo significa molto esercizio; bisogna imparare il ritmo».

### Sullo scrivere
Dopo aver cercato, nella parte precedente, di trasmettere l'idea che «la buona scrittura si basa sulla padronanza dei fondamentali (vocabolario, grammatica, elementi di stile)», qui l'autore sostiene che uno scrittore competente si possa trasformare in un bravo scrittore, «con molto duro lavoro, dedizione e aiuti tempestivi», e cerca appunto di trasmettere la propria esperienza per diventare bravi scrittori.
Sostiene innanzitutto che per essere scrittori è fondamentale leggere e scrivere molto e quantifica in quattro-sei ore il tempo da dedicare ogni giorno a lettura e scrittura. Anche se si legge per piacere e non per mestiere, «si instaura un processo di apprendimento. Ogni libro che aprite ha la sua o le sue lezioni da offrirvi». «Bisogna leggere a tutto campo e nello stesso tempo raffinare (e ridefinire) costantemente il proprio lavoro». La lettura costante crea inoltre la giusta disposizione mentale per dedicarsi alla scrittura.
King si dedica alla scrittura rigorosamente ogni mattina (pomeriggio e sera sono riservate a riposo e famiglia), perché se non scrive ogni giorno comincia a perdere contatto con la trama e il ritmo e a non sentire più l'emozione, produce dieci pagine, duemila parole, talvolta di getto, talvolta faticando invece fino a pomeriggio inoltrato, fermandosi solo eccezionalmente prima dell'obiettivo prefissato. Per riuscire a mantenere una simile regolarità, secondo King è necessaria un'atmosfera serena, che nel suo caso è stata costruita su una buona salute e su una stabile relazione sentimentale. Spiega anche che si deve trovare un proprio luogo di scrittura, il cui unico elemento necessario è una porta con cui poter chiudere fuori il mondo, avere un traguardo quotidiano da raggiungere e rispettare una precisa disciplina oraria.
Per l'autore racconti e romanzi sono costituiti da tre parti: narrazione, descrizione e dialogo.
Considera la costruzione di una trama incompatibile con la spontaneità della creazione, profondamente convinto che le storie siano come reperti fossili, che lo scrittore deve disseppellire tentando di non danneggiarli. Le sue opere partono abitualmente da una situazione ("E se..."), abbastanza forte da rendere inconsistente la questione di una trama, che i personaggi portano avanti secondo il suo sviluppo naturale. È lui stesso a definire non particolarmente convincenti i propri romanzi basati su una trama prestabilita (Insomnia e Rose Madder) e a considerare veramente soddisfacente un unico romanzo basato sull'intreccio, La zona morta.
La descrizione deve offrire al lettore la partecipazione sensoriale alla storia, non dev'essere né labile né eccessivamente dettagliata, riguarda più l'ambientazione e l'atmosfera che l'aspetto fisico dei personaggi, consiste di solito in pochi particolari scelti con cura che siano evocativi di tutto il resto. Vengono citati come esempi positivi Chandler, Hammett, Ross MacDonald, T.S. Eliot e William Carlos Williams.
Il dialogo è cruciale nel definire i personaggi, «scrivere bene i dialoghi è arte oltre che mestiere», e ci sono scrittori che vi sono naturalmente portati, come Elmore Leonard, e altri che sono negati, come Howard Phillips Lovecraft.
I personaggi devono essere costruiti secondo i principi dell'osservazione e sincera descrizione della realtà. Queste persone di fantasia devono comportarsi in un modo che appaia ragionevole e che sviluppi e sostenga la storia: «se lavorate bene, i vostri personaggi diventeranno vivi e cominceranno ad agire per proprio conto».
Il simbolismo può essere utile e suggestivo, se utilizzato bene, ma non è necessario, serve ad arricchire, non a costruire un senso di artificiosa profondità.
Il tema non è il punto di partenza («partire da un tema prestabilito è un buon modo per scrivere male»), si parte sempre dalla storia, ma una volta che questa è messa su carta, bisogna riflettere sul significato e renderlo più chiaro ed evidente nelle stesure successive, arricchendole delle proprie conclusioni.
Secondo King, ogni libro deve essere riscritto almeno una volta. La prima stesura, che non deve durare più di tre-quattro mesi, perché non subentri un senso di estraneità, è quella "con la porta chiusa", da scrivere il più velocemente possibile, senza aiuti né interferenze esterni. Bisogna poi distaccarsi dalla storia per un periodo di decantazione di almeno sei settimane e riprenderla in mano quando si è già impegnati in qualcos'altro. La prima rilettura è un momento molto gratificante, si ha il piacere di riscoprire il libro: «è un'esperienza strana e spesso emozionante. È vostro, lo riconoscete come vostro, [...] eppure sarà anche un po' come leggere l'opera di qualcun altro, una specie di gemello spirituale». A questo punto è possibile vedere le lacune più vistose della trama e dei personaggi, cercare la coerenza, gli elementi ricorrenti, far emergere più chiaramente il tema tagliando gli spunti supplementari. Questa seconda bozza, "a porta aperta", ridotta del 10% rispetto alla prima (una regola aurea che King ha appreso da una nota non firmata su una lettera di rifiuto di una rivista, che ha poi sempre applicato, con effetti immediati e perfino sorprendenti), va poi mostrata a un pubblico-campione di una mezza dozzina di persone di cui si rispetti l'opinione.
Riguardo ai corsi di scrittura creativa, King non è del tutto contrario, ma non li ritiene neppure necessari: «Non avete bisogno di corsi o seminari di scrittura più di quanto abbiate bisogno di questo o qualsiasi altro libro sulla scrittura. Si impara soprattutto leggendo molto e scrivendo molto e le lezioni più preziose sono quelle che vi impartite da soli». Gli unici veri benefici sono che il desiderio di scrivere degli aspiranti scrittori viene preso sul serio, e che danno lavoro ad autori di talento che non riescono a mantenersi con le proprie opere. A sfavore, il fatto che costringono a scrivere "con la porta sempre aperta", a consumare la propria energia creativa nella direzione sbagliata, confrontandosi con le critiche quotidiane e mettendosi in discussione quando bisognerebbe invece essere completamente concentrati sulla scrittura.
Spiega poi come procurarsi un agente ed entrare in contatto con il mondo dell'editoria raccontando la storia di un immaginario giovane autore, frutto della sintesi di tre persone reali.
Conclude questa parte affermando che non si può scrivere per denaro, ma per il piacere di farlo: «se potete farlo per il piacere, potete farlo per sempre».

### Sul vivere: un post scriptum
In questa parte l'autore descrive nel dettaglio il gravissimo incidente subito il 19 giugno 1999, quando fu investito da un'auto, subendo pesanti traumi a gambe, bacino, torace e schiena. Giusto il giorno prima di rimanerne vittima, aveva ripreso la stesura di On Writing, abbandonata nel febbraio-marzo 1998, con l'intenzione di terminarla nel giro dell'estate.
Racconta la dolorosa convalescenza e riabilitazione e il ritorno alla vita attraverso il ritorno alla scrittura, neanche due mesi dopo aver sfiorato la morte. Pur non avendo recuperato completamente le forze, è riuscito a concludere questo libro.

### E ancora, parte prima: porta chiusa, porta aperta
In questa prima appendice, King presenta un brano del racconto 1408, nella prima versione allo stato grezzo e poi nella versione revisionata, commentando le modifiche apportate al testo.

### E ancora, parte seconda: letture
In questa seconda appendice, King offre una lista dei libri migliori letti nel giro degli ultimi tre-quattro anni, per aiutare a rispettare la Regola Principe dello «scrivere molto e leggere molto».
- Peter Abrahams: A Perfect Crime - Lights Out - Gli abissi dell'amore (Pressure drop) - Revolution #9
- James Agee: Una morte in famiglia (A death in the Family)
- Kirsten Bakis: Lives of the Monster Dogs
- Pat Barker: Rigenerazione (Regeneration) - L'occhio nella porta - The Ghost Road
- Richard Bausch: In the Night Season
- Peter Blauner: L'intruso (The Intruder)
- Paul Bowles: Il cielo che ripara
- T. Coraghessan Boyle: America (The Tortilla Curtain)
- Bill Bryson: Una passeggiata nei boschi (A Walk in the Woods)
- Christopher Buckley: Si prega di fumare (Thank You for Smoking)
- Raymond Carver: Da dove sto chiamando (Where I'm Calling From)
- Michael Chabon: Lupi mannari americani (Werewolves in Their Youth)
- Windsor Chorlton: Latitude Zero
- Michael Connelly: Il poeta (The Poet)
- Joseph Conrad: Cuore di tenebra (Heart of Darkness)
- K.C. Constantine: Family Values
- Don DeLillo: Underworld (Underworld)
- Nelson DeMille: Cattedrale (Cathedral) - La costa d'oro (The Gold Coast)
- Charles Dickens: Le avventure di Oliver Twist (Oliver Twist)
- Stephen Dobyns: Common Carnage - Il santuario delle ragazze morte (The Church of Dead Girls)
- Roddy Doyle: La donna che sbatteva le porte (The Woman Who Walked Into Doors)
- Stanley Elkin: The Dick Gibson Show
- William Faulkner: Mentre morivo (As I Lay Dying)
- Alex Garland: L'ultima spiaggia (The Beach)
- Elizabeth George: Il prezzo dell'inganno (Deception on His Mind)
- Tess Gerritsen: Forza di gravità (Gravity)
- William Golding: Il signore delle mosche (Lord of the Flies)
- Muriel Gray: Furnace
- Graham Greene: Una pistola in vendita (A Gun for Sale) - Il nostro agente all'Avana (Our man in Havana)
- David Halberstam: The Fifties
- Pete Hamill: Why Sinatra Matters
- Thomas Harris: Hannibal (Hannibal)
- Kent Haruf: Canto della pianura (Plainsong)
- Peter Høeg: Il senso di Smilla per la neve (Frøken Smillas fornemmelse for sne)
- Stephen Hunter: Dirty white boys - Cattivi ragazzi (Dirty White Boys)
- David Ignatius: L'amico della spia (A Firing Offense)
- John Irving: Vedova per un anno (A Widow for One Year)
- Graham Joyce: The Tooth Fairy
- Alan Judd: Scrittura infernale (The Devil's Own Work)
- Roger Khan: Good Enough to Dream
- Mary Karr: Il club dei bugiardi (The Liars' Club)
- Jack Ketchum: Right of Life
- Tabitha King: Survivor - The Sky in the Water
- Barbara Kingsolver: Gli occhi negli alberi (The Poisonwood Bible)
- Jon Krakauer: Aria sottile (Into Thin Air)
- Harper Lee: Il buio oltre la siepe (To Kill a Mockingbird)
- Bernard Lefkowitz: Our Guys
- Bentley Little: The Ignored
- Norman Maclean: In mezzo scorre il fiume (A River Runs Through It)
- William Somerset Maugham: La luna e sei soldi (The Moon and Sixpence)
- Cormac McCarthy: Città della pianura (Cities of the Plain) - Oltre il confine (The Crossing)
- Frank McCourt: Le ceneri di Angela (Angela's Ashes)
- Alice McDermott: Il nostro caro Billy (Charming Billy)
- Jack McDevitt: Ancient Shores
- Ian McEwan: L'amore fatale (Enduring Love) - Il giardino di cemento (The Cement Garden)
- Larry McMurtry: Dead Man's Walk
- Larry McMurtry e Diana Ossana: Zeke and Ned
- Walter M. Miller: Un cantico per Leibowitz (A Canticle for Leibowitz)
- Joyce Carol Oates: Zombie (Zombie)
- Tim O'Brien: Il mistero del lago (In the Lake of the Woods)
- Stewart O'Nan: Mi chiamavano Speed Queen (The Speed Queen)
- Michael Ondaatje: Il paziente inglese (The English Patient)
- Richard North Patterson: Nessun luogo è sicuro (No Safe Place)
- Richard Price: Freedomland
- Annie Proulx: Distanza ravvicinata (Close Range) - Avviso ai naviganti (The Shipping News)
- Anna Quindlen: Una figlia esemplare (One True Thing)
- Ruth Rendell: A Sight for Sore Eyes
- Frank M. Robinson: Waiting
- J. K. Rowling: Harry Potter e la pietra filosofale (Harry Potter and the Philosopher's Stone) - Harry Potter e la camera dei segreti (Harry Potter and the Chamber of Secrets) - Harry Potter e il prigioniero di Azkaban (Harry Potter and the Prisoner of Azkaban)
- Richard Russo: Mohawk
- John Burnham Schwartz: Reservation Road
- Vikram Seth: Il ragazzo giusto (A Suitable Boy)
- Irwin Shaw: I giovani leoni (The Young Lions)
- Richard Slotkin: The Crater
- Dinitia Smith: The Illusionist
- Scott Spencer: Men in Black
- Wallace Stegner: Joe Hill
- Donna Tartt: Dio di illusioni (The Secret History)
- Anne Tyler: Le storie degli altri (A Patchwork Planet)
- Kurt Vonnegut: Hocus Pocus (Hocus Pocus)
- Evelyn Waugh: Ritorno a Brideshead (Brideshead revisited )
- Donald Westlake: The Ax - Cacciatore di teste (The Ax)

## Riferimenti ad altre opere letterarie
Nel corso del libro vengono citati brani di alcune opere letterarie, nell'ordine:
- Un cantico graduale per Agostino di Tabitha Spruce
- Le montagne della follia di Howard Phillips Lovecraft
- Budding Prospects di T. Coraghessan Boyle
- Meridiano di sangue di Cormac McCarthy
- Il grande fiume dei due cuori di Ernest Hemingway
- Shoot di Douglas Fairbairn
- Furore di John Steinbeck
- Survival of the Fittest di Jonathan Kellerman
- Il colore venuto dallo spazio di Howard Phillips Lovecraft
- Corte marziale di John Katzenbach
- Chili con Linda di Elmore Leonard
- Brain Storm di Richard Dooling

## Concorso
Nel capitolo Sullo scrivere, King propone ai lettori di scrivere un breve racconto sviluppando una situazione di partenza da lui descritta, un caso di violenza familiare, caratterizzato dall'inversione dei ruoli abituali, con il marito nel ruolo di vittima e la moglie in quello di persecutrice.
Nell'edizione paperback inglese è stato posto in appendice il racconto vincitore della competizione, Jump di Garret Adams.

## Omaggi
- In un episodio della serie TV Lost, Benjamin Linus mostra a Sawyer un coniglio bianco con un numero 8 pitturato sulla schiena, un'immagine descritta da King nel capitolo Che cos'è scrivere.

## Edizioni
- Stephen King, On writing: Autobiografia di un mestiere, traduzione di Tullio Dobner, collana Narrativa, Sperling & Kupfer, 2001,  p. 310, ISBN 88-200-3101-9.